# Cornel Popescu (delegat din Arad)
Cornel Popescu (n. 6 august 1886, Nădab, județul Arad – d. 23 mai 1919, Șimand, județul Arad) a fost un deputat în Marea Adunare Națională de la Alba Iulia, organismul legislativ reprezentativ al „tuturor românilor din Transilvania, Banat și Țara Ungurească”, cel care a adoptat hotărârea privind Unirea Transilvaniei cu România, la 1 decembrie 1918:p. 92.

## Biografie
A fost preot în Șimandul de Jos și membru al C. N. R. din Șimand:p. 92.

## Activitatea politică
Ca deputat în Adunarea Națională din 1 decembrie 1918 a fost delegat al Cercului electoral Sântana din județul Arad:p. 92.